# Selección femenina de rugby 7 de Jamaica
La selección femenina de rugby 7 de Jamaica es el equipo representativo de Jamaica en los torneos de la modalidad de 7 jugadoras.

## Participación en copas
| - no ha clasificado - no ha clasificado - no ha clasificado - Santiago 2023: 8° puesto - Veracruz 2014: 4.º puesto - Barranquilla 2018: 5.º puesto - San Salvador 2023: 4.º puesto - Seven Femenino de Hong Kong 2017: Fase de grupos - Preolímpico 2021: se retiró | - Garrison Savannah 2005: 3° puesto - Garrison Savannah 2006: 2° puesto - Nassau 2007: 3° puesto - Nassau 2008: 5° puesto - Georgetown 2010: 3° puesto - Garrison Savannah 2011: 2° puesto - Ottawa 2012: Semifinales - George Town 2013: 5° puesto - Ciudad de México 2014: 5° puesto - Cary 2015: 4° puesto - Port of Spain 2016: 2° puesto - Ciudad de México 2017: 3° puesto - Saint James 2018: 3° puesto - George Town 2019: 2° puesto - Bahamas 2022: 3° puesto - Ciudad de México 2022: 3° puesto |